# Ganophyllum giganteum
Ganophyllum giganteum är en kinesträdsväxtart som först beskrevs av A.Cheval., och fick sitt nu gällande namn av Lucien Leon Hauman. Ganophyllum giganteum ingår i släktet Ganophyllum och familjen kinesträdsväxter. Inga underarter finns listade i Catalogue of Life.